# Afroedura major
Espèce
Synonymes
- Afroedura pondolia major Onderstall, 1984

Afroedura major est une espèce de geckos de la famille des Gekkonidae.

## Répartition
Cette espèce se rencontre en Eswatini et en Afrique du Sud.

## Publication originale
- Onderstall, 1984 : Descriptions of two new subspecies of Afroedura pondolia (Hewitt) and a discussion of species groups within the genus (Reptilia: Gekkonidae). Annals of the Transvaal Museum, vol. 33, p. 497-509 (texte intégral).